# Xã 5, Quận Harper, Kansas
Xã 5 (tiếng Anh: Township 5) là một xã thuộc quận Harper, tiểu bang Kansas, Hoa Kỳ. Năm 2010, dân số của xã này là 412 người.